# Cybaeus
Cybaeus és un gènere d'aranyes araneomorfes de la família dels cibèids (Cybaeidae). Fou descrit per primera vegada per Ludwig Carl Christian Koch l'any 1868.
Les diferents espècies es troben per Amèrica, Europa, Japó, Corea i Xina.

## Taxonomia
Cybaeus, segons el World Spider Catalog del 16 de novembre de 2016, és un gènere amb les següents espècies:
- Cybaeus abchasicus Charitonov, 1947
- Cybaeus adenes Chamberlin & Ivie, 1932
- Cybaeus aizuensis Kobayashi, 2006
- Cybaeus akaanaensis (Komatsu, 1968)
- Cybaeus akiensis Ihara, 2003
- Cybaeus amicus Chamberlin & Ivie, 1932
- Cybaeus anaiwaensis (Komatsu, 1968)
- Cybaeus angustiarum L. Koch, 1868
- Cybaeus aokii Yaginuma, 1972
- Cybaeus aquilonalis Yaginuma, 1958
- Cybaeus aratrum Kim & Kim, 2008
- Cybaeus asahi Kobayashi, 2006
- Cybaeus ashikitaensis (Komatsu, 1968)
- Cybaeus aspenicolens Chamberlin & Ivie, 1932
- Cybaeus balkanus Deltshev, 1997
- Cybaeus bam Marusik & Logunov, 1991
- Cybaeus basarukini Marusik & Logunov, 1991
- Cybaeus bitchuensis Ihara & Nojima, 2005
- Cybaeus biwaensis Kobayashi, 2006
- Cybaeus blasbes Chamberlin & Ivie, 1932
- Cybaeus brignolii Maurer, 1992
- Cybaeus broni Caporiacco, 1934
- Cybaeus bulbosus Exline, 1935
- Cybaeus cascadius Roth, 1952
- Cybaeus charlesi Bennett, 2016
- Cybaeus chauliodous Bennett, 2009
- Cybaeus communis Yaginuma, 1972
- Cybaeus confrantis Oliger, 1994
- Cybaeus conservans Chamberlin & Ivie, 1932
- Cybaeus consocius Chamberlin & Ivie, 1932
- Cybaeus constrictus Chamberlin & Ivie, 1942
- Cybaeus cribelloides Chamberlin & Ivie, 1932
- Cybaeus cylisteus Zhu & Wang, 1992
- Cybaeus daisen Ihara & Nojima, 2005
- Cybaeus deletroneus Zhu & Wang, 1992
- Cybaeus desmaeus Zhu & Wang, 1992
- Cybaeus devius Chamberlin & Ivie, 1942
- Cybaeus echigo Kobayashi, 2006
- Cybaeus echinaceus Zhu & Wang, 1992
- Cybaeus enshu Kobayashi, 2006
- Cybaeus eutypus Chamberlin & Ivie, 1932
- Cybaeus fujisanus Yaginuma, 1972
- Cybaeus fuujinensis (Komatsu, 1968)
- Cybaeus gassan Kobayashi, 2006
- Cybaeus geumensis Seo, 2016
- Cybaeus gidneyi Bennett, 2009
- Cybaeus giganteus Banks, 1892
- Cybaeus gonokawa Ihara, 1993
- Cybaeus gotoensis (Yamaguchi & Yaginuma, 1971)
- Cybaeus grizzlyi Schenkel, 1950
- Cybaeus harrietae Bennett, 2016
- Cybaeus hatsushibai Ihara, 2005
- Cybaeus hesper Chamberlin & Ivie, 1932
- Cybaeus hibaensis Ihara, 1994
- Cybaeus higoensis Irie & Ono, 2000
- Cybaeus hiroshimaensis Ihara, 1993
- Cybaeus ilweolensis Seo, 2016
- Cybaeus inagakii Ono, 2008
- Cybaeus intermedius Maurer, 1992
- Cybaeus ishikawai (Kishida, 1961)
- Cybaeus itsukiensis Irie, 1998
- Cybaeus jaanaensis Komatsu, 1968
- Cybaeus jilinensis Song, Kim & Zhu, 1993
- Cybaeus jinsekiensis Ihara, 2006
- Cybaeus jiriensis Seo, 2016
- Cybaeus jogyensis Seo, 2016
- Cybaeus kawabensis Irie & Ono, 2002
- Cybaeus kiiensis Kobayashi, 2006
- Cybaeus kirigaminensis Komatsu, 1963
- Cybaeus kiuchii Komatsu, 1965
- Cybaeus kokuraensis Ihara, 2007
- Cybaeus kompiraensis (Komatsu, 1968)
- Cybaeus kumaensis Irie & Ono, 2001
- Cybaeus kunashirensis Marusik & Logunov, 1991
- Cybaeus kunisakiensis Ihara, 2003
- Cybaeus kuramotoi Yaginuma, 1963
- Cybaeus longus Paik, 1966
- Cybaeus maculosus Yaginuma, 1972
- Cybaeus magnus Yaginuma, 1958
- Cybaeus melanoparvus Kobayashi, 2006
- Cybaeus mellotteei (Simon, 1886)
- Cybaeus mimasaka Ihara & Nojima, 2005
- Cybaeus minoensis Kobayashi, 2006
- Cybaeus minor Chyzer, 1897
- Cybaeus miyagiensis Ihara, 2004
- Cybaeus miyosii Yaginuma, 1941
- Cybaeus momotaro Ihara & Nojima, 2005
- Cybaeus montanus Maurer, 1992
- Cybaeus monticola Kobayashi, 2006
- Cybaeus morosus Simon, 1886
- Cybaeus mosanensis Paik & Namkung, 1967
- Cybaeus multnoma Chamberlin & Ivie, 1942
- Cybaeus nagaiae Ihara, 2010
- Cybaeus nagusa Ihara, 2010
- Cybaeus nichikoensis (Komatsu, 1968)
- Cybaeus nipponicus (Uyemura, 1938)
- Cybaeus nishikawai (Komatsu, 1968)
- Cybaeus nojimai Ihara, 1993
- Cybaeus obedientiarius Komatsu, 1963
- Cybaeus odaensis Seo, 2016
- Cybaeus okafujii Yaginuma, 1963
- Cybaeus okayamaensis Ihara, 1993
- Cybaeus okumae Ihara, 2010
- Cybaeus paralypropriapus Bennett, 2009
- Cybaeus patritus Bishop & Crosby, 1926
- Cybaeus penedentatus Bennett, 2009
- Cybaeus perditus Chamberlin & Ivie, 1932
- Cybaeus petegarinus Yaginuma, 1972
- Cybaeus rarispinosus Yaginuma, 1970
- Cybaeus raymondi (Simon, 1916)
- Cybaeus reducens Chamberlin & Ivie, 1932
- Cybaeus reticulatus Simon, 1886
- Cybaeus rothi Bennett, 2016
- Cybaeus ryunoiwayaensis Komatsu, 1968
- Cybaeus ryusenensis (Komatsu, 1968)
- Cybaeus sanbruno Bennett, 2009
- Cybaeus sanctus (Komatsu, 1942)
- Cybaeus sasakii Ihara, 2004
- Cybaeus sasayamaensis Ihara, 2010
- Cybaeus scopulatus Chamberlin & Ivie, 1942
- Cybaeus senzokuensis (Komatsu, 1968)
- Cybaeus seorakensis Seo, 2016
- Cybaeus septatus Chamberlin & Ivie, 1942
- Cybaeus shingenni Komatsu, 1968
- Cybaeus shinkaii (Komatsu, 1970)
- Cybaeus shoshoneus Chamberlin & Ivie, 1932
- Cybaeus signatus Keyserling, 1881
- Cybaeus signifer Simon, 1886
- Cybaeus silicis Barrows, 1919
- Cybaeus simplex Roth, 1952
- Cybaeus sinuosus Fox, 1937
- Cybaeus solanum Bennett, 2016
- Cybaeus somesbar Bennett, 2009
- Cybaeus songniensis Seo, 2016
- Cybaeus strandi Kolosváry, 1934
- Cybaeus striatipes Bösenberg & Strand, 1906
- Cybaeus tajimaensis Ihara & Nojima, 2005
- Cybaeus takachihoensis Irie & Ono, 2010
- Cybaeus takasawaensis (Komatsu, 1970)
- Cybaeus taraensis Irie & Ono, 2001
- Cybaeus tardatus (Chamberlin, 1919)
- Cybaeus tetricus (C. L. Koch, 1839)
- Cybaeus thermydrinos Bennett, 2009
- Cybaeus tottoriensis Ihara, 1994
- Cybaeus triangulus Paik, 1966
- Cybaeus tsurugi Ihara, 2003
- Cybaeus tsurusakii Ihara, 1993
- Cybaeus uenoi (Yaginuma, 1970)
- Cybaeus urabandai Ihara, 2004
- Cybaeus vignai Brignoli, 1977
- Cybaeus vulpinus Bennett, 2009
- Cybaeus waynei Bennett, 2009
- Cybaeus whanseunensis Paik & Namkung, 1967
- Cybaeus yoshiakii Yaginuma, 1968
- Cybaeus yoshidai Ihara, 2004
- Cybaeus yufuin Ihara, 2007
- Cybaeus zenifukiensis (Komatsu, 1968)